# 구스타보 로하스 피니야

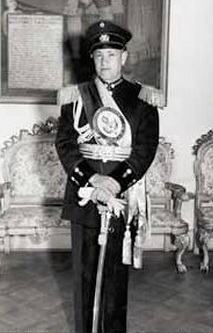
구스타보 로하스 피니야

구스타보 로하스 피니야(스페인어: Gustavo Rojas Pinilla, 1900년 3월 12일~1975년 1월 17일)는 콜롬비아의 정치인, 군인이다. 1953년 6월 13일부터 1957년 5월 10일까지 콜롬비아의 제19대 대통령을 역임했다.
보야카주 퉁하 출신이다. 1927년 미국 트리스테이트 칼리지(Tri-State Normal College) 토목공학과를 졸업했다. 1932년 콜롬비아-페루 전쟁에 참전했으며 1951년에는 한국 전쟁에 참전했다.
1953년 6월 쿠데타를 통해 로레아노 고메스 카스트로 대통령을 축출하고 무력으로 정권을 잡았다. 군사 독재 체제를 통해 반대파를 철저히 억압하는 한편 여성의 권익을 향상시키고 콜롬비아의 사회 기반 시설을 구축했다. 1957년 5월 가브리엘 파리스 고르디요 장군이 주도한 쿠데타로 인해 축출되었다.

## 역대 선거 결과
| 선거명      | 직책명            | 대수 | 정당         | 득표율 | 득표수      | 결과 | 당락 |
| ----------- | ----------------- | ---- | ------------ | ------ | ----------- | ---- | ---- |
| 1962년 선거 | 콜롬비아의 대통령 | 21대 | 전국민중동맹 | 0%     | 54,562표    | 4위  | 낙선 |
| 1970년 선거 | 콜롬비아의 대통령 | 23대 | 전국민중동맹 | 39.09% | 1,561,468표 | 2위  | 낙선 |